# Pomnik Karola Świerczewskiego we Wrocławiu
Pomnik Karola Świerczewskiego – pomnik ku czci generała Karola Świerczewskiego, który znajdował się we Wrocławiu na terenie I Liceum Ogólnokształcącego. Usunięty w 2003 roku.

## Historia
Pomnik powstał z inicjatywy uczestnika walk w hiszpańskich Brygadach Międzynarodowych Jana Rutkowskiego „Szymona” przed liceum, którego patronem w latach 1965–1990 był gen. Świerczewski. Fundatorami rzeźby byli: uczniowie, absolwenci szkoły, koło rodzicielskie i inne instytucje. Pomnik odsłonięto 18 listopada 1967 na dziedzińcu szkoły. Twórcą rzeźby był Władysław Tumkiewicz. Pomnik usunięto w 2003 r. Rzeźbę generała postawiono na zapleczu Starego Cmentarza Żydowskiego a na dziedzińcu liceum pozostała jedynie podstawa z kostek kamiennych.

## Projekt i wymowa
Pomnik składał się z kamiennej steli z płaskorzeźbą postaci generała. U dołu pomnika widniał napis: Generałowi Świerczewskiemu-Walterowi – młodzież Wrocławia w październiku 1967. Pomnik stał na okrągłej, czterostopniowej podstawie z kostek kamiennych. 